# Ingrid Stahmer
Ingrid Stahmer (* 16. September 1942 in Mittersill, Österreich als Ingrid Ulrici; † 30. August 2020 in Berlin) war eine deutsche Politikerin (SPD) und Frauenrechtlerin. Sie gehörte 1992 zu den Gründungsfrauen der Überparteilichen Fraueninitiative Berlin – Stadt der Frauen e. V. (Üpfi).

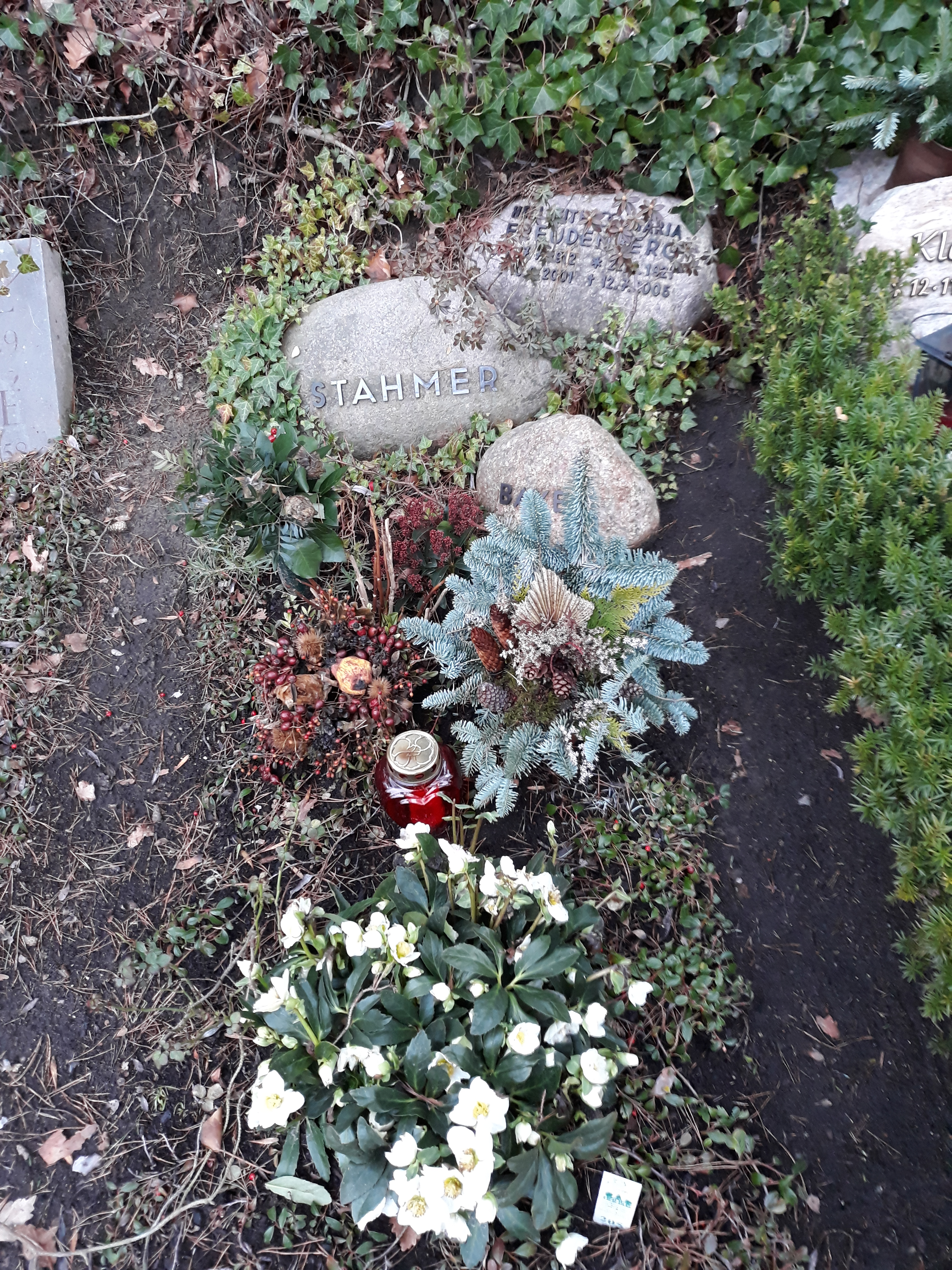
Das Grab von Ingrid Stahmer auf dem Friedhof Heerstraße in Berlin.

## Leben
Nach ihrem Abitur in Bremen im Jahr 1962 trat sie 1964 der SPD bei. 1966 schloss sie ihre Ausbildung als Sozialarbeiterin ab. Ab 1971 arbeitete sie in der Berliner Senatsverwaltung für Familie, Jugend und Sport als Leiterin der Kindertagesstättenaufsicht. Die Senatorin Ilse Reichel-Koß (SPD) war ihr großes politisches Vorbild, die sie auch ermutigte, größere politische Verantwortung zu übernehmen.

## Öffentliche Ämter
1981 wurde sie in Berlin-Charlottenburg Stadträtin für Sozialwesen und stellvertretende Bezirksbürgermeisterin. Diese Ämter behielt sie bis zu den Wahlen zum Berliner Abgeordnetenhaus am 29. Januar 1989.
Hiernach wurde sie am 16. März 1989 als Senatorin für Soziales und Gesundheit und Bürgermeisterin in den Senat des neuen Regierenden Bürgermeisters Walter Momper berufen.
Nach dem Rücktritt von Anne Klein am 19. November 1990 übernahm Stahmer zusätzlich das Ressort für Frauen, Jugend und Familie geschäftsführend bis zur Berlinwahl 1990 und der anschließenden Bildung der großen Koalition unter Eberhard Diepgen (CDU) im Januar 1991.
In dieser neuen Koalition blieb sie Senatorin für Soziales. 1994 übernahm sie zusätzlich den Bereich Jugend und Familie des in den Bundestag gewechselten Senators Thomas Krüger.
Nach der Berlinwahl 1995 wechselte sie in das Senatsressort Schule, Jugend und Sport, das sie bis 1999 als Senatorin führte.

## Spitzenkandidatur 1995
Für die Abgeordnetenhauswahl 1995 bewarb sie sich erfolgreich um die Spitzenkandidatur der Berliner SPD und obsiegte hierbei parteiintern gegen den früheren Regierenden Bürgermeister Momper.
Ihr Wahlkampf war von mehreren Pannen und Unstimmigkeiten innerhalb der Berliner SPD begleitet und fand überdies auf dem Höhepunkt der parteiinternen Querelen um den SPD-Bundesvorsitzenden Rudolf Scharping statt.
Ihre Wahlniederlage (23,6 % der Stimmen für die SPD gegenüber 37,4 % für die CDU) war daher von vielen politischen Beobachtern erwartet worden. Dennoch blieb sie nach der Neuauflage der großen Koalition nach der Wahl Senatorin, wechselte jedoch ins Ressort Schule, Jugend und Sport. Sie konnte ihren Anspruch, als Bürgermeisterin zu Diepgens Stellvertreterin berufen zu werden, nicht durchsetzen. 
Nach der Wahl 1999 zog sie sich aus der aktiven Politik zurück und arbeitete als Trainerin für Gruppen- und Organisationsdynamik.

## Senate
- Senat Momper – Senat Diepgen III – Senat Diepgen IV

## Ehrenamt
Gemeinsam mit Carola von Braun, Jutta Limbach, Lore-Maria Peschel-Gutzeit und weiteren politisch aktiven Frauen initiierte Ingrid Stahmer 1992 die Überparteiliche Fraueninitiative Berlin – Stadt der Frauen (Üpfi), ein über Fraktionsgrenzen wirkendes Bündnis engagierter Frauen des Berliner Abgeordnetenhauses, der Berliner Landesregierung, der Gewerkschaften, aus Wissenschaft, Kultur und weiteren Bereichen des öffentlichen Lebens.